# Helena Nieć

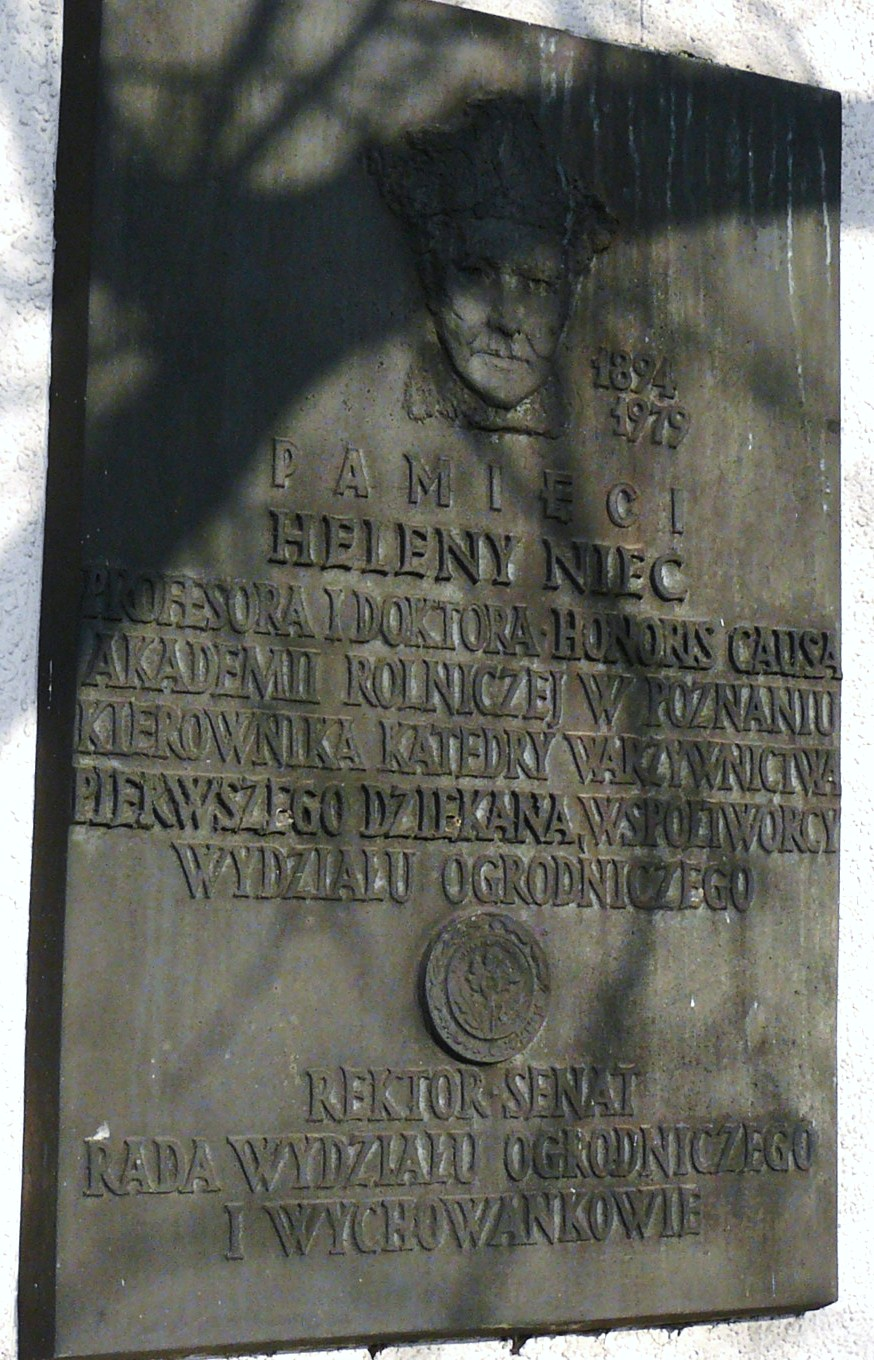
Tablica na Kolegium Zembala w Poznaniu

Helena Nieć (ur. 4 kwietnia 1894 w Sarajewie, zm. 4 listopada 1979 w Poznaniu) – polska botaniczka, specjalistka w zakresie warzywnictwa.

## Życiorys
Urodziła się w Sarajewie, gdzie jej ojciec Władysław pełnił funkcję wiceburmistrza (1899–1908). Szkołę średnią ukończyła w Krakowie, a potem studiowała romanistykę na Uniwersytecie Jagiellońskim i brała udział w kursach ogrodniczych. W trakcie I wojny światowej pracowała w szpitalach polowych w Krakowie i Wiedniu (otrzymała za to Wielki Złoty Krzyż Zasługi z Dekoracją Wojenną Odznaki Honorowej Czerwonego Krzyża). 
Po zakończeniu wojny studiowała w Wersalu, a potem przeniosła się do Wielkopolski, gdzie prowadziła gospodarstwo warzywnicze. Wykładała również na Państwowej Szkole Ogrodnictwa i na Wydziale Rolniczo-Leśnym Uniwersytetu Poznańskiego (1920–1925). 
Podczas II wojny światowej była członkinią Armii Krajowej w Warszawie (w stopniu kapitana dowodziła jednym z obwodów służby kobiet). Walczyła też w powstaniu warszawskim używała pseudonimu Pauza, a potem dostała się do niemieckiego obozu jenieckiego, w którym była komendantem samorządu. Za udział w powstaniu odznaczona została Złotym Krzyżem Zasługi z Mieczami.
Po powrocie z Niemiec zamieszkała z pięcioma siostrami na ul. Botanicznej w Poznaniu. Nadal wykładała na PSO i Uniwersytecie Poznańskim, tworzyła też Zakład i Katedrę Warzywnictwa (od 1950). W 1956 została pierwszym dziekanem Wydziału Ogrodniczego (pełniła tę funkcję do 1962). Od 1962 do 1964 (emerytura) była prodziekanem tego wydziału. W 1972 otrzymała tytuł doktora honoris causa Uniwersytetu Przyrodniczego w Poznaniu. Za pracę dydaktyczną odznaczona Krzyżem Kawalerskim Orderu Odrodzenia Polski.

## Osiągnięcia
Była autorką lub współautorką osiemnastu podręczników z zakresu warzywnictwa. Zajmowała się głównie przydatnością warzyw do przetwórstwa, oceną odmian i uprawą w pomieszczeniach. Utworzyła Pracownię Oceny Odmian Roślin Warzywnych.

## Życie prywatne
Nigdy nie założyła rodziny. Pochowana na cmentarzu Górczyńskim w Poznaniu.

## Upamiętnienie
W Kolegium Zembala w Poznaniu znajduje się sala wykładowa jej imienia. Nazwę nadano 30 listopada 2012. Wmurowano tam wtedy również tablicę pamiątkową ku jej czci. Inicjatorem przedsięwzięć był prof. Mikołaj Knaflewski.